# Torneo Preolímpico Mundial Femenino de Rugby 7 2016
El Torneo Preolímpico Mundial Femenino de Rugby 7 2016 es un torneo de rugby 7 que clasificó a un equipo al torneo femenino de rugby 7 en los Juegos Olímpicos de Río de Janeiro 2016. Se disputó el 25 y 26 de junio de 2016 en el estadio UCD Bowl de Dublín (Irlanda). La selección de España obtuvo el torneo y la última plaza olímpica.

## Equipos
| Criterio                         | Cupos (16) | Equipos                    |
| -------------------------------- | ---------- | -------------------------- |
| Seven Sudamericano Femenino 2015 | 2          | Argentina Venezuela        |
| Seven NACRA Femenino 2015        | 2          | México Trinidad y Tobago   |
| Seven Europeo Femenino 2015      | 1          | Rusia                      |
| Campeonato Europeo               | 3          | España Irlanda Portugal    |
| Campeonato Africano              | 3          | Madagascar Túnez Zimbabue  |
| Campeonato de Oceanía            | 2          | Samoa Islas Cook           |
| Campeonato Asiático              | 3          | China Hong Kong Kazajistán |

## Resultados

### Fase de grupos

#### Grupo A
| Pos | Equipo     | Victorias | Empates | Derrotas | Puntos |
| --- | ---------- | --------- | ------- | -------- | ------ |
| 1   | Rusia      | 3         | 0       | 0        | 9      |
| 2   | Samoa      | 2         | 0       | 1        | 7      |
| 3   | Madagascar | 1         | 0       | 2        | 5      |
| 4   | Zimbabue   | 0         | 0       | 3        | 3      |

Nota: Se otorgan 3 puntos al equipo que gane un partido, 1 al que empate y 0 al que pierda

#### Resultados
| 25 de junio | Samoa | 57 - 5 | Zimbabue |  |  |

| 25 de junio | Rusia | 58 - 0 | Madagascar |  |  |

| 25 de junio | Samoa | 22 - 10 | Madagascar |  |  |

| 25 de junio | Rusia | 59 - 0 | Zimbabue |  |  |

| 25 de junio | Madagascar | 19 - 17 | Zimbabue |  |  |

| 25 de junio | Rusia | 47 - 0 | Samoa |  |  |

#### Grupo B
| Pos | Equipo    | Victorias | Empates | Derrotas | Puntos |
| --- | --------- | --------- | ------- | -------- | ------ |
| 1   | España    | 3         | 0       | 0        | 9      |
| 2   | Túnez     | 2         | 0       | 1        | 7      |
| 3   | Venezuela | 0         | 1       | 2        | 4      |
| 4   | México    | 0         | 1       | 2        | 4      |

Nota: Se otorgan 3 puntos al equipo que gane un partido, 1 al que empate y 0 al que pierda

#### Resultados
| 25 de junio | México | 5 - 5 | Venezuela |  |  |

| 25 de junio | España | 38 - 0 | Túnez |  |  |

| 25 de junio | Túnez | 22 - 0 | México |  |  |

| 25 de junio | España | 45 - 0 | Venezuela |  |  |

| 25 de junio | Túnez | 17 - 10 | Venezuela |  |  |

| 25 de junio | España | 38 - 0 | México |  |  |

#### Grupo C
| Pos | Equipo            | Victorias | Empates | Derrotas | Puntos |
| --- | ----------------- | --------- | ------- | -------- | ------ |
| 1   | Irlanda           | 3         | 0       | 0        | 9      |
| 2   | China             | 2         | 0       | 1        | 7      |
| 3   | Portugal          | 1         | 0       | 2        | 5      |
| 4   | Trinidad y Tobago | 0         | 0       | 3        | 3      |

Nota: Se otorgan 3 puntos al equipo que gane un partido, 1 al que empate y 0 al que pierda

#### Resultados
| 25 de junio | China | 24 - 5 | Portugal |  |  |

| 25 de junio | Irlanda | 51 - 0 | Trinidad y Tobago |  |  |

| 25 de junio | China | 34 - 5 | Trinidad y Tobago |  |  |

| 25 de junio | Irlanda | 24 - 12 | Portugal |  |  |

| 25 de junio | Portugal | 42 - 0 | Trinidad y Tobago |  |  |

| 25 de junio | Irlanda | 12 - 0 | China |  |  |

#### Grupo D
| Pos | Equipo     | Victorias | Empates | Derrotas | Puntos |
| --- | ---------- | --------- | ------- | -------- | ------ |
| 1   | Kazajistán | 3         | 0       | 0        | 9      |
| 2   | Argentina  | 2         | 0       | 1        | 7      |
| 3   | Hong Kong  | 1         | 0       | 2        | 5      |
| 4   | Islas Cook | 0         | 0       | 3        | 3      |

Nota: Se otorgan 3 puntos al equipo que gane un partido, 1 al que empate y 0 al que pierda

#### Resultados
| 25 de junio | Kazajistán | 36 - 5 | Argentina |  |  |

| 25 de junio | Hong Kong | 12 - 12 | Islas Cook |  |  |

| 25 de junio | Argentina | 17 - 12 | Islas Cook |  |  |

| 25 de junio | Kazajistán | 21 - 12 | Hong Kong |  |  |

| 25 de junio | Kazajistán | 12 - 5 | Islas Cook |  |  |

| 25 de junio | Argentina | 17 - 15 | Hong Kong |  |  |

## Fase final

### Copa de Oro

#### Cuartos de final
| 26 de junio | Rusia | 34 - 0 | Argentina |  |  |

| 26 de junio | Irlanda | 38 - 0 | Túnez |  |  |

| 26 de junio | Kazajistán | 26 - 0 | Samoa |  |  |

| 26 de junio | España | 21 - 0 | China |  |  |

#### Semifinales
| 26 de junio | Rusia | 19 - 10 | Irlanda |  |  |

| 26 de junio | España | 28 - 0 | Kazajistán |  |  |

#### Tercer puesto
| 26 de junio | Irlanda | 17 - 5 | Kazajistán |  |  |

#### Final
| 26 de junio | España | 19 - 12 | Rusia |  |  |

| Bandera de España                                                |
| España Clasificado a los Juegos Olímpicos de Río de Janeiro 2016 |

### Copa de Plata

#### Semifinales
| 26 de junio | China | 28 - 5 | Samoa |  |  |

| 26 de junio | Argentina | 17 - 7 | Túnez |  |  |

#### Final
| 26 de junio | China | 33 - 0 | Argentina |  |  |

### Copa de Bronce

#### Cuartos de final
| 26 de junio | Islas Cook | 7 - 0 | Madagascar |  |  |

| 26 de junio | Portugal | 29 - 0 | México |  |  |

| 26 de junio | Hong Kong | 20 - 0 | Zimbabue |  |  |

| 26 de junio | Venezuela | 17 - 0 | Trinidad y Tobago |  |  |

#### Semifinales
| 26 de junio | Islas Cook | 24 - 14 | Portugal |  |  |

| 26 de junio | Hong Kong | 24 - 5 | Venezuela |  |  |

#### Final
| 26 de junio | Islas Cook | 17 - 12 | Hong Kong |  |  |

### Copa de Shield

#### Semifinales
| 26 de junio | Madagascar | 10 - 0 | México |  |  |

| 26 de junio | Zimbabue | 12 - 5 | Trinidad y Tobago |  |  |

#### Final
| 26 de junio | Madagascar | 22 - 12 | Zimbabue |  |  |